# Gonzalo Riutort
Gonzalo Riutort Armillas (nacido el 16 de enero de 1986 en Barcelona, España) es un entrenador de fútbol español que actualmente dirige a la UE Cornellà de la Primera Federación.

## Trayectoria
Formado en el fútbol base de la UE Cornellà al que llegaría en 2011 y trabajaría durante 5 temporadas. 
En julio de 2017, se hace cargo del CE Europa para dirigir a su equipo juvenil "A", en el que permanece durante tres temporadas. 
En la temporada 2020-21, regresa a la UE Cornellà para dirigir al juvenil "A" en División de Honor.
El 21 de marzo de 2022, tras la destitución de Raúl Casañ Martí, es nombrado entrenador del primer equipo de la UE Cornellà de la Primera División RFEF. Gonzalo cogería las riendas del conjunto catalán en puestos de descenso, faltando diez jornadas para finalizar la temporada, salvando del descenso de categoría al final de la temporada.
En la temporada 2022-23, sería ratificado como entrenador para disputar la Primera División RFEF.

## Clubes

### Como entrenador
| Club                    | País   | Año             |
| ----------------------- | ------ | --------------- |
| CE Europa juvenil "A"   | España | 2017-2020       |
| UE Cornellà juvenil "A" | España | 2020-2022       |
| UE Cornellà             | España | 2022-actualidad |